# Cafe de Uemura
Cafe de Uemura（カフェ・ド・ウエムラ）はキングレコードのインターネットTV「Oh!sama TV」で放送されていたスペシャル番組。出演者は植村花菜。毎月10日に更新されていた。2005年8月10日に始まり、2008年1月に終わる。約2年5ヶ月間。植村花菜の1stDVD「花菜便り～Uemura Kana Music Clips～」に、「Cafe de Uemura」 Special edition(総集編・NG集・未公開映像など)が特典映像として納められている。

## 内容
- 毎回東京都周辺のカフェ･キングレコードのスタジオなどで収録。
- ミルクティーを飲むのが恒例。ただし植村は良く忘れる。
- 遠くに行ったときや梅、桜のシーズンなどでは外でロケをすることもある。
- 最低1曲は植村花菜のシングル曲のPVが流れる。（1分程度）